# Группа Галуа
Гру́ппа Галуа́ — группа, ассоциированная с расширением поля. Играет важную роль при исследовании расширений полей, в частности, в теории Галуа. Это понятие (в контексте группы перестановок корней многочлена) ввёл в математику Эварист Галуа в 1832 году.

## Определение
Пусть поле K является расширением Галуа поля P. Взаимно однозначное отображение {\displaystyle f} поля K на себя называется автоморфизмом, если оно сумму переводит в сумму, а произведение — в произведение, то есть если для любых элементов {\displaystyle a,b} поля K справедливы равенства
{\displaystyle f(a+b)=f(a)+f(b),\ f(ab)=f(a)\cdot f(b).}
Группой Галуа для данного расширения поля называется группа всех автоморфизмов поля K, сохраняющих элементы поля P: {\displaystyle \forall a\in P\;f(a)=a}. Обычно обозначается как G(K, P) или Gal(K, P).

## Свойства
- Группа Галуа конечного расширения конечна. Её порядок (число элементов) равен степени расширения [K:P].

## Примеры
- Если расширенное поле совпадает с исходным, то группа Галуа содержит только один элемент: единицу (тождественный автоморфизм).
- Для расширения поля вещественных чисел до поля всех комплексных чисел группа Галуа содержит 2 элемента: единицу и комплексное сопряжение.
- Поле расширения {\displaystyle \mathbb {Q} [{\sqrt {2}}]} состоит из чисел вида {\displaystyle a+b{\sqrt {2}}}, где a, b — рациональные числа. Группа Галуа здесь содержит 2 элемента: единицу и операцию, меняющую знак у 2-го слагаемого с {\displaystyle {\sqrt {2}}}.
- Пусть p — простое число. Рассмотрим конечные поля {\displaystyle \mathbb {F} _{p}} и {\displaystyle \mathbb {F} _{p^{n}}}, первое из них естественным образом вложено во второе. Группа Галуа данного расширения — циклическая, она порождается автоморфизмом Фробениуса {\displaystyle x\mapsto x^{p}}.
- Группа Галуа алгебраического уравнения[1].

Рассмотрим алгебраическое уравнение четвёртой степени {\displaystyle P(x)=x^{4}+x^{3}+x^{2}+x+1=0}. Оно допускает следующие преобразования переменной x: {\displaystyle y=1/x,\ y=x^{2},\ y=-(x^{3}+x^{2}+x+1)}.  Для {\displaystyle y=1/x} следует {\displaystyle y^{4}+y^{3}+y^{2}+y+1=(x^{4}+x^{3}+x^{2}+x+1)/x^{4}}, то есть {\displaystyle P(y)=P(x)/x^{4}}. Поэтому из {\displaystyle P(x)=0} следует, что {\displaystyle P(y)=0}. Это означает, что уравнение {\displaystyle P(x)=0} допускает преобразование {\displaystyle y=1/x}.
Для {\displaystyle y=x^{2}} получается {\displaystyle P(y)=y^{4}+y^{3}+y^{2}+y+1=x^{8}+x^{6}+x^{4}+x^{2}+1}. Деление этого уравнения на исходное {\displaystyle P(x)} даёт {\displaystyle P(y)=(x^{4}-x^{3}+x^{2}-x+1)P(x)}. Таким образом, преобразование {\displaystyle y=x^{2}} также допускается уравнением {\displaystyle P(x)}.
Подобным же образом для преобразования {\displaystyle y=-(x^{3}+x^{2}+x+1)} можно получить следующую формулу преобразования: {\displaystyle P(y)=(x^{8}+3x^{7}+6x^{6}+9x^{5}+9x^{4}+7x^{3}+4x^{2}+x+1)P(x)}.
Докажем теперь, что уравнение {\displaystyle P(x)} допускает бесконечную группу преобразований {\displaystyle y=x^{n}}, где {\displaystyle n} принимает все целые (положительные и отрицательные) значения, не кратные пяти.  Для начала рассмотрим подстановку {\displaystyle x^{4}=-(x^{3}+x^{2}+x+1)}. Из этого равенства следует, что {\displaystyle x^{5}=x\cdot x^{4}=-(x^{4}+x^{3}+x^{2}+x)=1,\ x^{6}=x\cdot x^{5}=x}, ...,  {\displaystyle x^{n}=x^{n-5}} . Для доказательства того, что уравнение {\displaystyle P(x)} допускает бесконечную группу преобразований {\displaystyle y=x^{n}} при {\displaystyle 5\!\ \nmid n} , достаточно показать, что допускается преобразование {\displaystyle y=x^{3}}. Для этого преобразования имеем: {\displaystyle P(y)=x^{12}+x^{9}+x^{6}+x^{3}+1=x^{2}+x^{4}+x+x^{3}+1=0}. Отрицательные целые значения {\displaystyle n} получаются применением преобразования {\displaystyle y=1/x}. Нетрудно доказать, что полученные преобразования образуют группу.
Построенная группа преобразований {\displaystyle y=x^{n}} переводит каждый корень уравнения {\displaystyle P(x)} в корень того же уравнения. Проследим теперь, как именно преобразуется каждый корень уравнения {\displaystyle P(x)} под влиянием этой группы преобразований. Из курса алгебры известно, что корнями уравнения {\displaystyle P(x)} являются числа {\displaystyle x_{1}=z,\ x_{2}=z^{2},\ x_{3}=z^{3},\ x_{4}=z^{4},\ z=e^{2\pi i/5}}. Преобразование {\displaystyle y=x^{2}} переводит корень {\displaystyle x_{1}} в {\displaystyle x_{2}}, корень {\displaystyle x_{2}} в {\displaystyle x_{4}}, корень {\displaystyle x_{3}} в {\displaystyle x_{1}}, корень {\displaystyle x_{4}} в {\displaystyle x_{3}}. Полученная подстановка обозначается {\displaystyle (x_{1},x_{2},x_{4},x_{3})}. Подобным образом можно показать, что преобразование {\displaystyle y=x^{3}} приводит к подстановке {\displaystyle (x_{1},x_{3},x_{4},x_{2})}. Преобразование {\displaystyle y=x^{-1}} приводит к подстановке {\displaystyle (x_{1},x_{4})(x_{2},x_{3})}. Остальные преобразования новых подстановок не дают.
Таким образом, группа преобразований {\displaystyle y=x^{n}} корней уравнения {\displaystyle P(x)} индуцирует конечную группу порядка четыре, состоящую из следующих элементов: {\displaystyle 1,(x_{1},x_{2},x_{4},x_{3}),(x_{1},x_{3},x_{4},x_{2}),(x_{1},x_{4})(x_{2},x_{3})}. Эта конечная группа называется группой Галуа уравнения {\displaystyle P(x)}.
- Пусть {\displaystyle K_{n}} — поле деления круга степени n. Группа Галуа кругового расширения {\displaystyle K_{n}/Q} изоморфна мультипликативной группе {\displaystyle Z_{n}^{*}} кольца вычетов по модулю n.

## Применение

### Расширения полей
Рассмотрим цепочку последовательных расширений полей: {\displaystyle L_{1}\subset L_{2}\subset \cdots \subset L_{n}.} Построим группу Галуа для полей, крайних в цепочке: {\displaystyle G=\operatorname {Gal} (L_{n},L_{1}).} Согласно основной теореме теории Галуа, каждому промежуточному полю {\displaystyle L_{k}} в цепочке расширений соответствует подгруппа {\displaystyle G_{k}} группы G, то есть цепочке расширений полей можно сопоставить цепочку вложенных подгрупп, которая сужается от G до тривиальной подгруппы. Если рассматривать сразу все промежуточные поля (то есть поля вида {\displaystyle L_{1}\subset X\subset L_{n}}), данное соответствие является биекцией из множества промежуточных полей в множество подгрупп группы Галуа. При этом подгруппы, соответствующие нормальным расширениям, являются нормальными подгруппами G, и обратно.
Это соответствие позволяет исследовать конечные расширения полей при помощи теории групп. Например, из него сразу следует, что число промежуточных полей для заданного нормального расширения всегда конечно (как число подгрупп в конечной группе).

### Алгебраические уравнения
Основным полем алгебраического уравнения называется совокупность чисел, которые можно получить из коэффициентов этого уравнения при помощи операций сложения, вычитания, умножения и деления. Полем разложения называется совокупность чисел, которые можно получить с помощью конечного числа тех же операций, исходя из коэффициентов и корней уравнения. Основное поле в общем случае составляет лишь подполе поля разложения.
Принято группу Галуа, образуемую автоморфизмами поля разложения, называть группой Галуа этого уравнения. Любой автоморфизм из группы Галуа G(K, P) переводит каждый корень произвольного многочлена над полем P снова в корень этого же многочлена. Таким образом, группу Галуа любого алгебраического уравнения, не имеющего кратных корней, можно рассматривать как группу подстановок (именно так рассматривал её сам Эварист Галуа).